# Barleria strigosa
Barleria strigosa är en akantusväxtart som beskrevs av Carl Ludwig von Willdenow. Barleria strigosa ingår i släktet Barleria och familjen akantusväxter. Inga underarter finns listade i Catalogue of Life.

## Bildgalleri

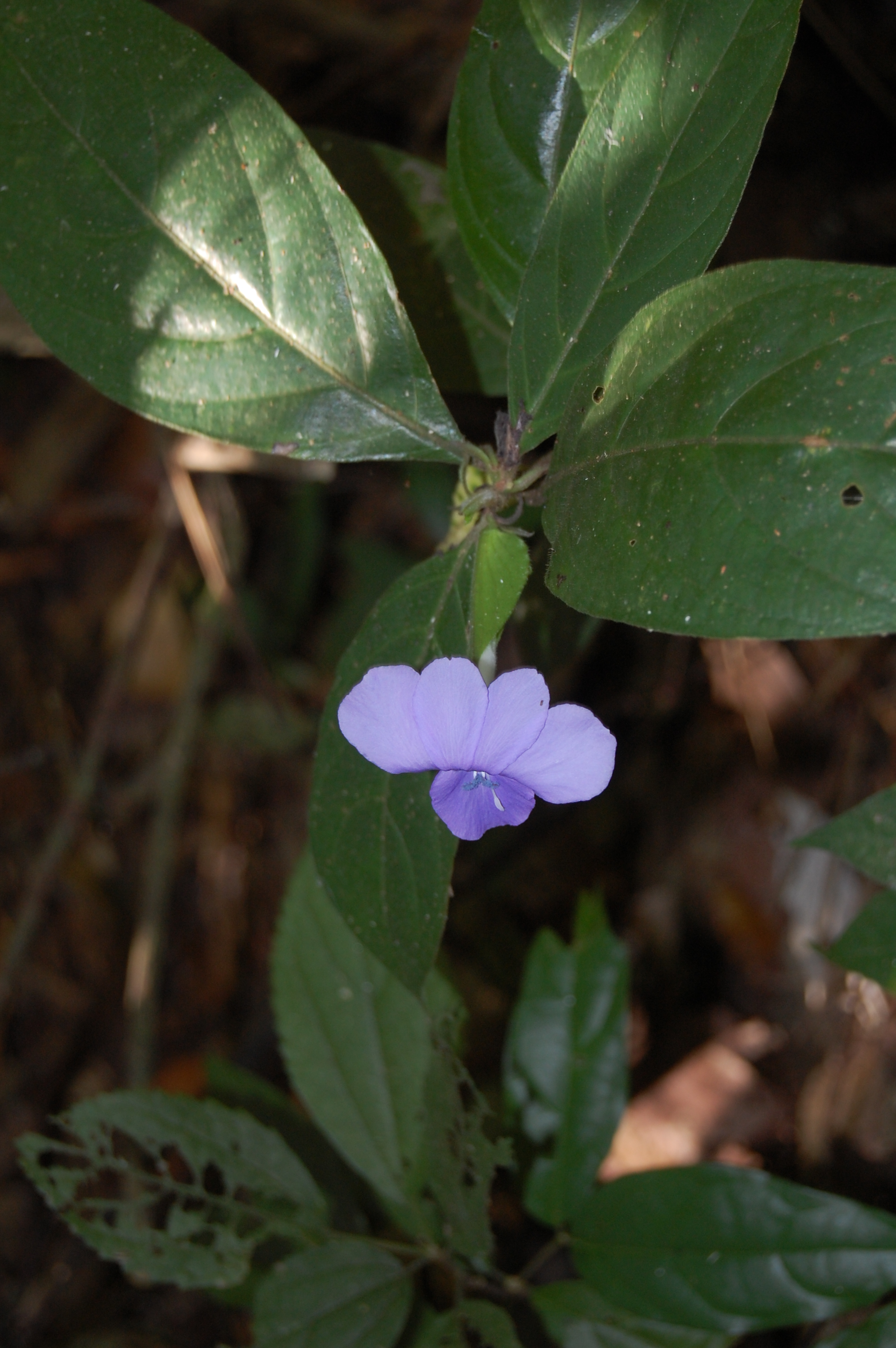
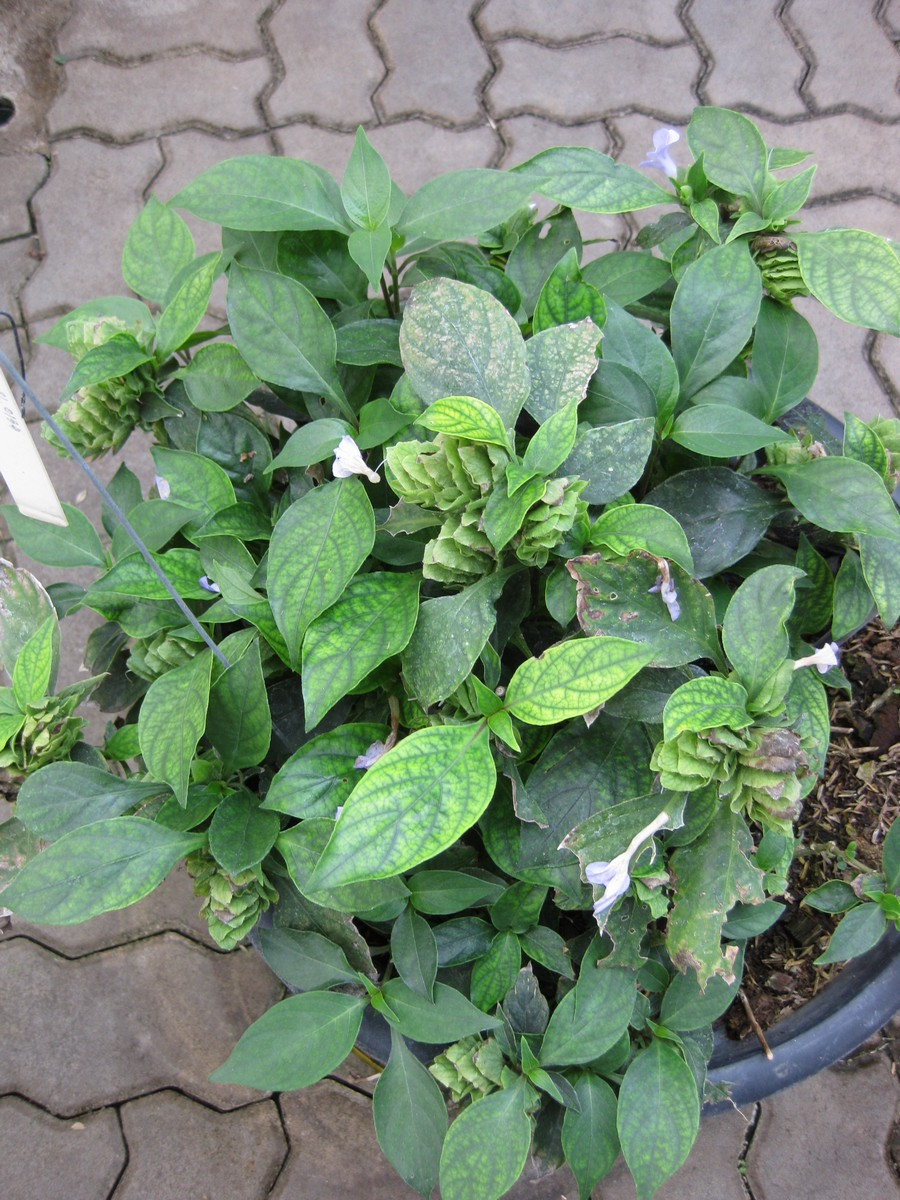
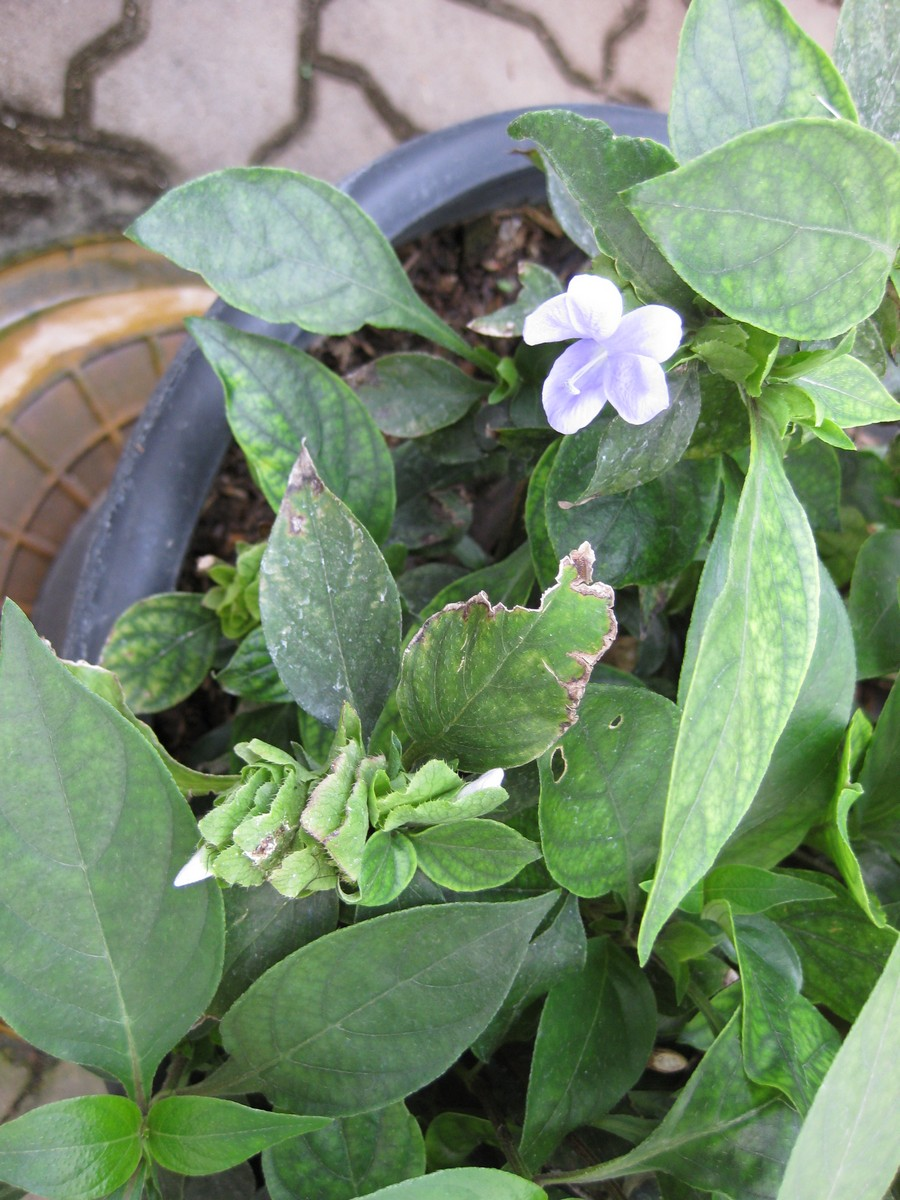
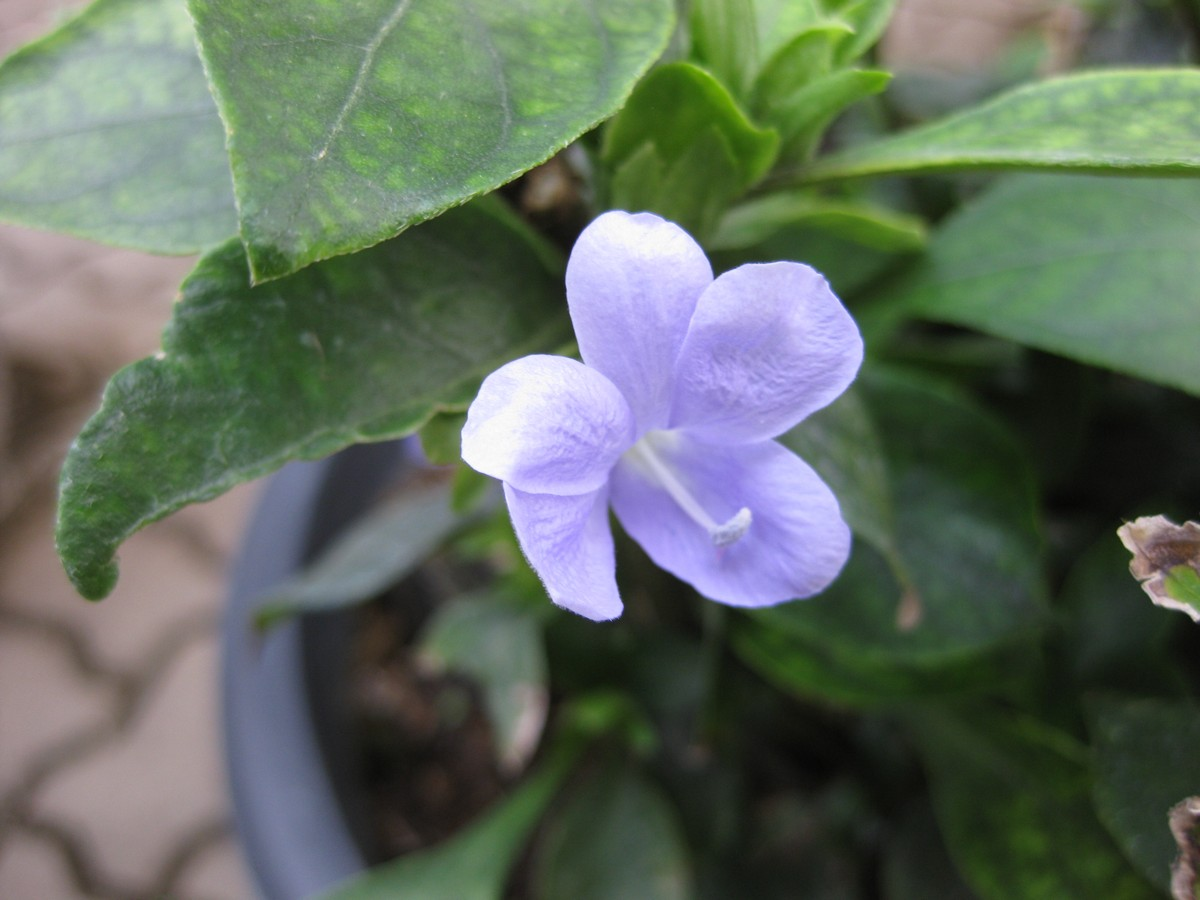
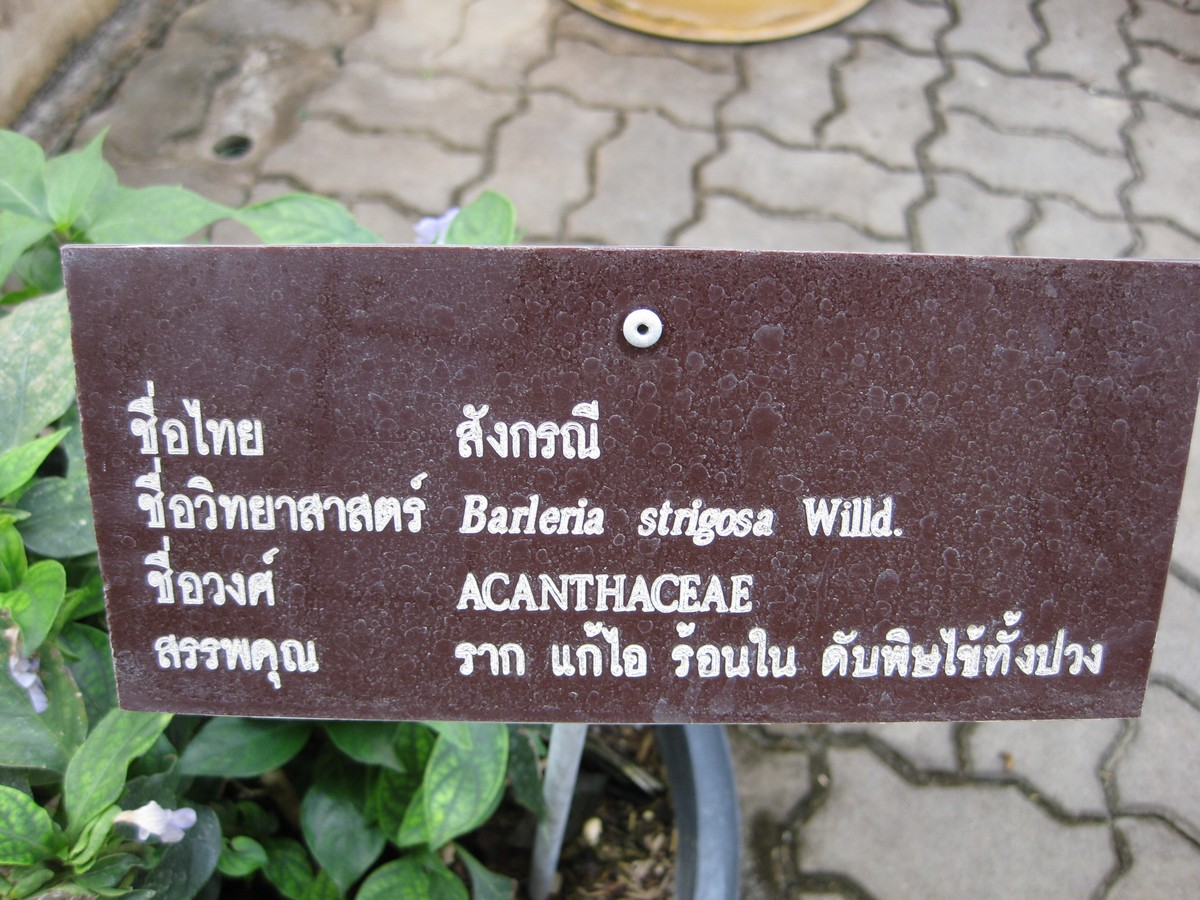